# سوق اللحوم (فلم)

## وصلات خارجية
- مقالات تستعمل روابط فنية بلا صلة مع ويكي بيانات